# L'Algérienne
L'Algérienne est un tableau réalisé par le peintre italien Amedeo Modigliani en 1917. Cette huile sur toile est le portrait en buste d'une jeune femme algérienne portant des boucles d'oreille et un collier. Achetée par le musée Wallraf Richartz à Wilhelm Strecker en 1958, l'œuvre est conservée depuis 1976 au musée Ludwig, également à Cologne, en Allemagne.